# Algo brilla en mí
«Algo brilla en mí» es una canción y el tercer sencillo del álbum Creo en mí, de la cantante española Natalia Jiménez. La canción se estrenó en el mes de marzo de 2015. En julio de ese mismo año se lanzó un remix en colaboración con el reguetonero colombiano Maluma.

## Lista de canciones

### Descarga digital
- 'Algo brilla en mí' - 3:05[4]
- 'Algo brilla en mí (Remix) [Feat Maluma] - 3:26[5]

## Posicionamiento
Pocas horas después, de su salida entra directamente al número #34 en iTunes (México), #95 en iTunes (España) , y #10 en Monitor Latino y iTunes (US latin)
| Posición | 95 | 56 | 50 |

## Información de la canción
Fue escrita por la misma cantante y el productor Emilio Estefan quien también la produjo. 

## Video musical
No hay video oficial de la canción al igual que su anterior sencillo 'Quédate con ella' pero si un audioclip que se estrenó por su canal VEVO en YouTube de la cantante, además en tan sólo 4 meses consiguió más de 900,000 mil visitas.